# Fort Point (Greenwich Island)
Der Fort Point (englisch für Festungsspitze, in Argentinien und Chile Punta Hardy, auch bekannt als Roca Castillo ‚Burgfelsen‘, Roca Peñón ‚Felsvorsprungsfelsen‘ und Roca Fort) ist eine zerklüftete, felsige und bis zu 85 m hohe Landspitze am südwestlichen Ausläufer von Greenwich Island im Archipel der Südlichen Shetlandinseln.
Teilnehmer der britischen Discovery Investigations benannten die Formation 1935 als Castle Rock (englisch für Burgfelsen), eine Benennung, die das UK Antarctic Place-Names Committee 1954 zur Vermeidung von Namensdopplungen mit anderen Objekten in Fort Rock änderte. Bei beiden Benennungen gingen die Beteiligten davon aus, dass es sich um eine Felseninsel handelt. Luftaufnahmen aus dem Jahr 1956 zeigen jedoch deutlich, dass eine Landverbindung mit Greenwich Island existiert, weshalb die Benennung entsprechend angepasst wurde. Namensgeber der alternativen Benennung ist der britische Meeresbiologe Alister Hardy (1896–1985), Mitglied des Komitees zu den Discovery Investigations von 1924 bis 1928.